# Trolejbusy w Braile
Trolejbusy w Braile − zlikwidowany system komunikacji trolejbusowej w rumuńskim mieście Braiła, działający w latach 1989−1999.

## Historia
Trolejbusy w Braile uruchomiono 23 sierpnia 1989 na dwóch liniach:
- 8: Gara C.F.R. − B-dul Dorobantilor − Cartier Hipodrom
- 12: Gara C.F.R. − B-dul Dorobantilor − Liceul Agricol

W 1990 otwarto kolejną trasę. Z powodu licznych awarii ruch wstrzymano niedługo po uruchomieniu sieci, który później przywrócono. Początkowo do obsługi sieci posiadano 15 trolejbusów DAC 117E, a w 1991 już tylko 8 trolejbusów. W 1993 posiadano łącznie 6 trolejbusów, po trzy typu 117E i 217E. W 1992 wstrzymano kursowanie trolejbusów do końcówki Liceul Agricol. Później istniała tylko linia nr 8, którą z 20 minutową częstotliwością obsługiwały dwa trolejbusy. Ostatecznie system zamknięto w 1999.